# Lluís Ferrer i Puigdemont
Lluís Ferrer i Puigdemont (Caldes de Malavella, 13 de desembre del 1924 - 3 de maig del 1980) va ser un instrumentista i director de cobla.
Provenia de família musical, i el seu pare i avi construïen i llogaven pianos de maneta, alhora que adaptaven les músiques de l'època per fer-ne rotlles perforats que els fessin sonar. Lluís va començar a estudiar música amb Francesc Civil i mossèn Francesc Geli. Després de la guerra tocà a la cobla-orquestra "Melodia" (1939), durant el servei militar ho va fer a la banda militar «Alcantara 33» de la guarnició de Girona i, posteriorment, tocà a les orquestres "Unión Farnense" (1946) i dirigí la Cobla Orquestra Els Montgrins (1945-1951).
Sobretot va ser conegut per crear l'Orquestra Maravella juntament amb el seu germà Josep i el seu cosí Narcís Vendrell al seu poble natal de Caldes de Malavella el 1951. Després de trenta anys de treball, aquesta obra major seva va contribuir a fer conèixer Caldes arreu del món. Va enregistrar diversos discs de sardanes.
Caldes li va dedicar el «carrer del Mestre Lluís Ferrer» i el seu piano s'exposa a la Casa Rosa, un monument llistat.